# Fouchet-plan
Het Fouchet-plan was een Europees politiek project. Het plan werd in 1961 ontwikkeld door een intergouvernementele commissie onder leiding van de Franse diplomaat Christian Fouchet.
Doel van het Fouchet-plan was een Europees veiligheidsbeleid en een Europese buitenlandpolitiek, onafhankelijk van de Verenigde Staten.
Er zijn twee versies van het plan geweest, die eind 1961 en begin 1962 beide werden verworpen, tot genoegen van de toenmalige atlantisten en tot teleurstelling van de Franse president Charles de Gaulle.